# Myllysaari (ö i Norra Österbotten, Oulunkaari, lat 65,16, long 27,88)
Myllysaari är en ö i Finland. Den ligger i vattendraget Korpijoki och i kommunen Pudasjärvi i den ekonomiska regionen  Oulunkaari  och landskapet Norra Österbotten, i den centrala delen av landet, 600 km norr om huvudstaden Helsingfors. Öns area är 0,2 hektar och dess största längd är 80 meter i sydväst-nordöstlig riktning.